# Neupreußische Pionierbataillone
Die Gliederung der Pioniertruppe im königlich-preußischen Heer, ab 1871 im Rahmen des deutschen Heeres, beruhte auf der Neupreußischen Heeresorganisation.

## Geschichte

Uniformen preußischer Pioniere
(1813 - 1836 - 1849)

Im Zuge der Neuorganisation des preußischen Militärs nach 1807 wurde der Reformer, Oberstleutnant August Neidhardt von Gneisenau, 1809 damit beauftragt, die bisher eigenständigen Mineur-, Pionier- und Pontonierkorps und die Festungsbaumeister zu einem Ingenieurkorps zusammenzufassen.
Zwischen 1807 und 1914 wurden 28 Pionier-Bataillone in der neupreußischen bzw. deutschen Armee aufgestellt.
Durch Fortschritte in der Technik entstanden neue technische Pionierformationen:
1. 1830 die Telegraphentruppe, aus der 1899 eine eigene Truppengattung, die spätere Nachrichtentruppe hervorging.
2. 1866 die Eisenbahnpioniere
3. 1870 die Luftschiffertruppe

Im Jahr 1859, vor der Heeresreform setzten sich die Pioniere aus einer Gardeabteilung und acht Pionierabteilungen mit insgesamt 2.500 Mann zusammen.
Am 18. Dezember 1872 wurde im Zuge der Neuorganisation des deutschen Heeres die Pioniertruppe Badens, Württembergs, Sachsens und Bayerns in preußische Strukturen überführt (vgl. Nichtpreußische Pionierbataillone).
Gemäß der Militärkonvention mit dem Norddeutschen Bund vom 21./25. November 1870 hatten Württemberg, Bayern und Sachsen ein eigenes Kriegsministerium und einen eigenen Generalstab und waren nicht in das preußische Heer eingegliedert.
Mit Friedensstand 1914 waren von 35 Pionierbataillonen 28 preußisch.
Nach der Mobilmachung im Jahr 1914 verfügte die Pioniertruppe des deutschen Heeres über 218 Pionierkompanien und 106 Brückentrains mit einer Gesamtstärke von 80.000 Mann. Bis 1918 wurden weitere 431 Pionierkompanien und 46 Brückentrains in Dienst gestellt.

## Aufbau eines Pionier-Bataillons (Kurzbeschreibung)
Ein Pionier-Bataillon bestand aus vier Kompanien. Eine Kompanie wurde von einem Hauptmann geführt, verfügte über vier weitere Offiziere, einen Sanitätsoffizier sowie 264 Unteroffiziere und Mannschaften.

## Unterstellungsverhältnisse
Innerhalb der Heeresorganisation war die General-Inspektion des Ingenieur- und Pionierkorps und der Festungen mit Sitz in Berlin die oberste Dienststelle der Pioniertruppen. Weiterhin gab es 4 Pionierinspektionen, denen die Pionier-Bataillone unterstanden. Waren einem Armeekorps mehrere Pionier-Bataillone zugeteilt, wurden diese unter einem Kommando der Pioniere bei dem jeweiligen Armeekorps zusammengefasst. Diesen Dienststellen kam die Aufgabe zu, die Ausbildung und Kriegsbereitschaft der Pioniertruppenteile zu überwachen, während die Generalkommandos der Armeekorps für die Verwaltungs- und Versorgungsangelegenheiten der Bataillone zuständig waren.

## Preußische Pionierbataillone

### Garde-Pionier-Bataillon
Das Garde-Pionier-Bataillon war der 1. Pionier-Inspektion unterstellt und dem Gardekorps zugeordnet. Friedensstandort 1914 war Berlin. Dem Bataillon war die Pionier-Versuchs-Kompanie zugeteilt.

### Pionier-Bataillon Fürst Radziwill (Ostpreußisches) Nr. 1

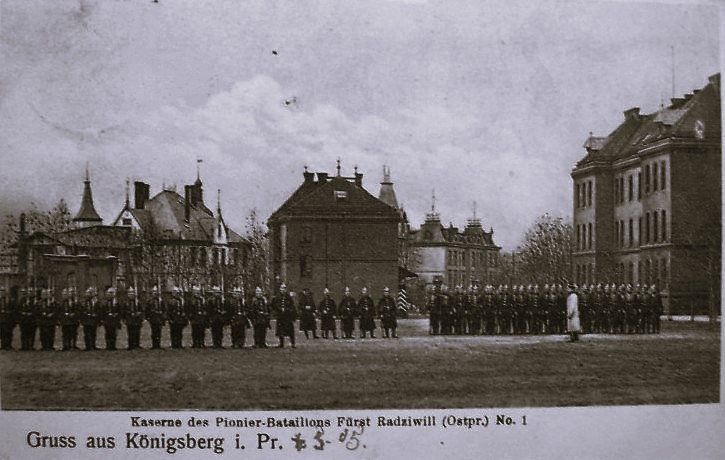
Pionier-Bataillon Fürst Radziwill (Ostpreußisches) Nr. 1

Das Pionier-Bataillon Fürst Radziwill (Ostpreußisches) Nr. 1 war gemeinsam mit dem Samländischen Pionier-Bataillon Nr. 18 der 4. Pionier-Inspektion bzw. dem Kommando der Pioniere beim I. Armeekorps unterstellt. Friedensstandort war seit 1890 Königsberg in Preußen. Davor stand das Bataillon 70 Jahre in der Garnison Danzig. Es trug seit 1889 den Ehrennamen Fürst Radziwill, nach dem hochverdienten Chef des Ingenieur- und Pionierkorps von 1860 bis 1866, General der Infanterie Wilhelm Fürst von Radziwill.

### Pommersches Pionier-Bataillon Nr. 2
Das Pommersche Pionier-Bataillon Nr. 2 war der 4. Pionier-Inspektion unterstellt und dem II. Armeekorps zugeordnet. Friedensstandort 1914 war Stettin. Stiftungstag war der 27. März 1816.

### Pionier-Bataillon von Rauch (1. Brandenburgisches) Nr. 3

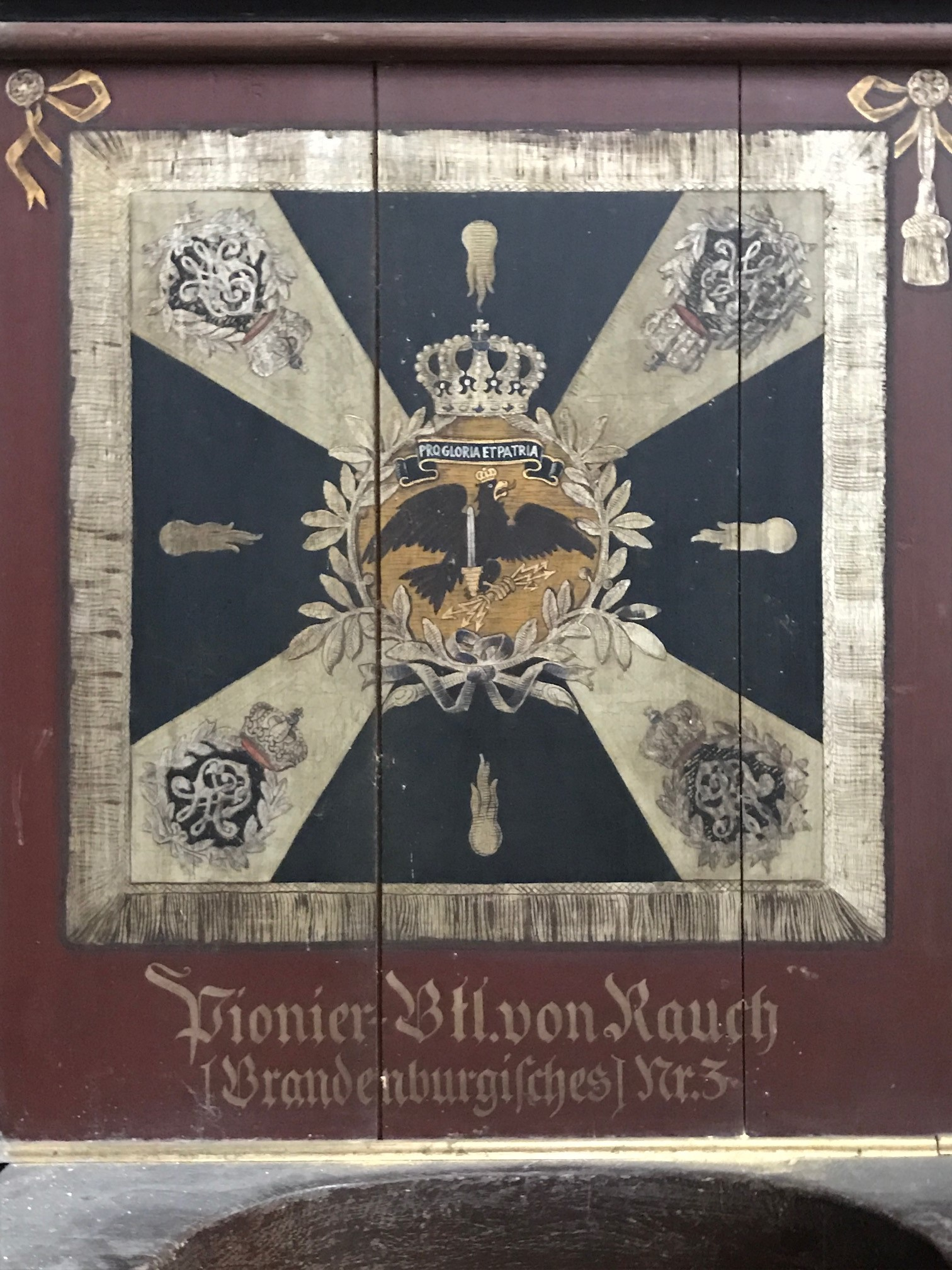
Truppenfahne des Pionier-Bataillons von Rauch (1. Brandenburgisches) Nr. 3 im Chorgestühl der St. Katharinenkirche zu Brandenburg an der Havel

Das Pionier-Bataillon von Rauch (1. Brandenburgisches) Nr. 3 war der 1. Pionier-Inspektion unterstellt und dem III. Armeekorps zugeordnet. Friedensstandort 1914 war Spandau. Das Bataillon war zuvor in Torgau und später in Teilen in Brandenburg an der Havel stationiert. Es trug seit 1889 den Ehrennamen von Rauch nach dem Kriegsminister und General der Infanterie Gustav von Rauch.

### Magdeburgisches Pionier-Bataillon Nr. 4
Das Magdeburgische Pionier-Bataillon Nr. 4 war der 1. Pionier-Inspektion unterstellt und dem IV. Armeekorps zugeordnet. Friedensstandort 1914 war Magdeburg. Das Bataillon wurde am 27. März 1816 durch Allerhöchste Kabinettsorder aus der 4. und 6. Feld-Pionier-Kompanie als 6. Pionier-Abteilung (Magdeburgische) gebildet.

### Niederschlesisches Pionier-Bataillon Nr. 5
Das Niederschlesische Pionier-Bataillon Nr. 5 war gemeinsam mit dem Posenschen Pionier-Bataillon Nr. 29 der 4. Pionier-Inspektion bzw. dem Kommando der Pioniere beim V. Armeekorps unterstellt. Friedensstandort 1914 war Glogau in Niederschlesien.

### Schlesisches Pionier-Bataillon Nr. 6
Das Schlesische Pionier-Bataillon Nr. 6 war der 4. Pionier-Inspektion unterstellt und dem VI. Armeekorps zugeordnet. Friedensstandort 1914 war Neiße in Schlesien.

### 1. Westfälisches Pionier-Bataillon Nr. 7
Das 1. Westfälische Pionier-Bataillon Nr. 7 war gemeinsam mit dem 2. Westfälischen Pionier-Bataillon Nr. 24 der 2. Pionier-Inspektion bzw. dem Kommando der Pioniere beim VII. Armeekorps unterstellt. Friedensstandort 1914 war Cöln. Das Bataillon rekrutierte sich vorwiegend in der preußischen Provinz Westfalen.

### 1. Rheinisches Pionier-Bataillon Nr. 8
Das 1. Rheinische Pionier Bataillon Nr. 8 war gemeinsam mit dem 3. Rheinischen Pionier-Bataillon Nr. 30 der 2. Pionier-Inspektion bzw. dem Kommando der Pioniere beim VIII. Armeekorps unterstellt. Friedensstandort 1914 war Koblenz. Es wurde am 27. März 1816 aufgestellt.

### Schleswig-Holsteinisches Pionier-Bataillon Nr. 9
Das Schleswig-Holsteinsche Pionier-Bataillon Nr. 9 war der 1. Pionier-Inspektion unterstellt und dem IX. Armeekorps zugeordnet. 1866 Garnison Rendsburg in Eider-Kaserne,  Friedensstandort 1914 war Harburg (Elbe). Das Bataillon rekrutierte sich überwiegend in der preußischen Provinz Schleswig-Holstein.

### Hannoversches Pionier-Bataillon Nr. 10
Das Hannoversche Pionier-Bataillon Nr. 10 war der 1. Pionier-Inspektion unterstellt und dem X. Armeekorps zugeordnet. Friedensstandort 1914 war Minden, wo heute das Denkmal des Hannoverschen Ingenieur Corps und des Hannoverschen Pionier-Bataillons No. 10 daran erinnert. Das Bataillon rekrutierte sich überwiegend in der preußischen Provinz Hannover.

### Kurhessisches Pionier-Bataillon Nr. 11
Das Kurhessische Pionier-Bataillon Nr. 11 war der 2. Pionier-Inspektion unterstellt und dem XI. Armeekorps zugeordnet. Das Bataillon wurde 1866 als Hessisches Pionier-Bataillon Nr. 11 in Mainz-Kastel aufgestellt und führte die Tradition der vormals hessischen Pioniereinheiten fort (Stiftungstag 1. März 1842). Friedensstandort 1914 war (ab 1. Oktober 1901) die Kurhessen-Kaserne im zu der Zeit preußischen (später niedersächsischen) Hannoversch Münden. Das Bataillon rekrutierte sich überwiegend in Kurhessen.

### Badisches Pionier-Bataillon Nr. 14
Das Badische Pionier-Bataillon Nr. 14 wurde 1850 errichtet und war ein Truppenteil des badischen Kontingents der preußischen Armee. Es war der '3. Pionier-Inspektion' unterstellt und dem XIV. Armeekorps zugeordnet. Friedensstandort war Kehl. Im Kehler Rosengarten befindet sich ein Denkmal.

### 1. Elsässisches Pionier-Bataillon Nr. 15
Das 1. Elsässische Pionier-Bataillon Nr. 15 war gemeinsam mit dem 2. Elsässischen Pionier-Bataillon Nr. 19 der 3. Pionier-Inspektion bzw. dem Kommando der Pioniere beim XV. Armeekorps unterstellt. Friedensstandort 1914 war Straßburg im Elsass.

### 1. Lothringisches Pionier-Bataillon Nr. 16
Das 1. Lothringische Pionier-Bataillon Nr. 16 war gemeinsam mit dem 2. Lothringischen Pionier-Bataillon Nr. 20 der 3. Pionier-Inspektion bzw. dem Kommando der Pioniere beim XVI. Armeekorps unterstellt. Friedensstandort 1914 war Metz (→ Festung Metz).

### 1. Westpreußisches Pionier-Bataillon Nr. 17
Das 1. Westpreußische Pionier-Bataillon Nr. 17 war der 4. Pionier-Inspektion unterstellt und dem XVII. Armeekorps zugeordnet. Friedensstandort 1914 war Thorn in Westpreußen.

### Samländisches Pionier-Bataillon Nr. 18
Das Samländische Pionier-Bataillon Nr. 18 war gemeinsam mit dem Pionier-Bataillon Fürst Radziwill (Ostpreußisches) Nr. 1 der 4. Pionier-Inspektion bzw. dem Kommando der Pioniere beim I. Armeekorps unterstellt. Friedensstandort 1914 war Königsberg in Preußen.

### 2. Elsässisches Pionier-Bataillon Nr. 19
Das 2. Elsässische Pionier-Bataillon Nr. 19 war gemeinsam mit dem 1. Elsässischen Pionier-Bataillon Nr. 15 der 3. Pionier-Inspektion bzw. dem Kommando der Pioniere beim XV. Armeekorps unterstellt. Friedensstandort 1914 war Straßburg im Elsass.

### 2. Lothringisches Pionier-Bataillon Nr. 20
Das 2. Lothringische Pionier-Bataillon Nr. 20 unterstand gemeinsam mit dem 1. Lothringischen Pionier-Bataillon Nr. 16 der 3. Pionier-Inspektion bzw. dem Kommando der Pioniere beim XVI. Armeekorps. Friedensstandort 1914 war Metz.

### 1. Nassauisches Pionier-Bataillon Nr. 21

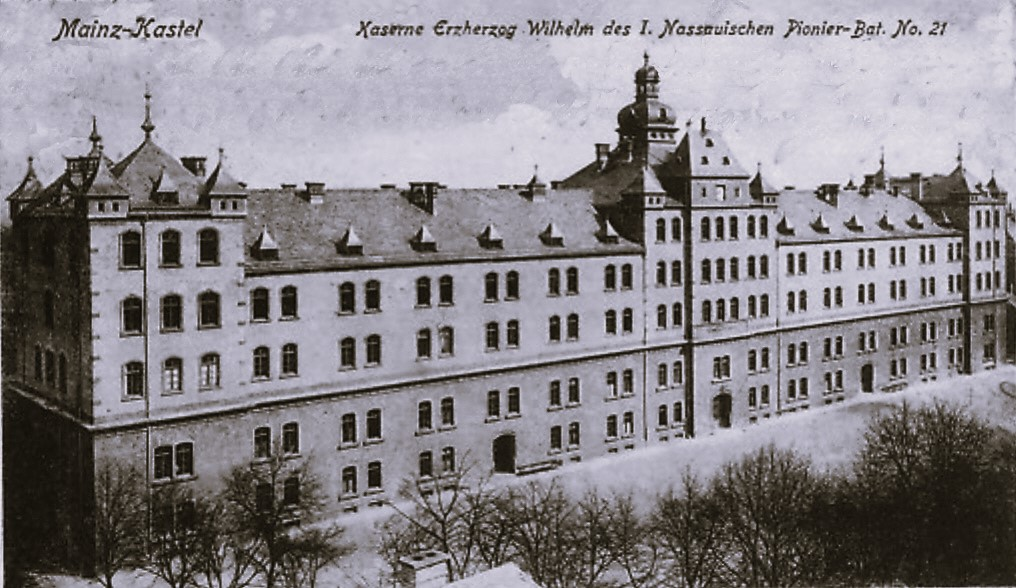
Erzherzog-Wilhelm-Kaserne in Mainz-Kastel

Das 1. Nassauische Pionier-Bataillon Nr. 21 war gemeinsam mit dem 2. Nassauischen Pionier-Bataillon Nr. 25 der 2. Pionier-Inspektion bzw. dem Kommando der Pioniere beim XVIII. Armeekorps unterstellt.
Gegründet 26. März 1901, Friedensstandort 1914 war die Festung Mainz. Das Bataillon rekrutierte sich überwiegend in der preußischen Provinz Hessen-Nassau. Bis 1918 war es in der Erzherzog-Wilhelm-Kaserne in Mainz-Kastel stationiert.

### 2. Westpreußisches Pionier-Bataillon Nr. 23
Das 2. Westpreußische Pionier-Bataillon Nr. 23 war gemeinsam mit dem Masurischen Pionier-Bataillon Nr. 26 der 4. Pionier-Inspektion bzw. dem Kommando der Pioniere beim XX. Armeekorps unterstellt. Friedensstandort 1914 war Graudenz in Westpreußen.

### 2. Westfälisches Pionier-Bataillon Nr. 24
Das 2. Westfälische Pionier-Bataillon Nr. 24 war gemeinsam mit dem 1. Westfälischen Pionier-Bataillon Nr. 7 der 2. Pionier-Inspektion bzw. dem Kommando der Pioniere beim VII. Armeekorps unterstellt. Friedensstandort 1914 war Köln. Das Bataillon rekrutierte sich überwiegend in der preußischen Provinz Westfalen.

### 2. Nassauisches Pionier-Bataillon Nr. 25
Das 2. Nassauische Pionier-Bataillon Nr. 25 war gemeinsam mit dem 1. Nassauischen Pionier-Bataillon Nr. 21 der 2. Pionier-Inspektion bzw. dem Kommando der Pioniere beim XVIII. Armeekorps unterstellt.
Gegründet am 1. Oktober 1909, Friedensstandort 1914 war Mainz bzw. Mainz-Kastel, wo bis 1918 die Mudra-Kaserne belegt wurde. Das Bataillon rekrutierte sich überwiegend in der preußischen Provinz Hessen-Nassau.

### Masurisches Pionier-Bataillon Nr. 26
Das Masurische Pionier-Bataillon Nr. 26 war gemeinsam mit dem 2. Westpreußischen Pionier-Bataillon Nr. 23 der 4. Pionier-Inspektion bzw. dem Kommando der Pioniere beim XX. Armeekorps unterstellt. Friedensstandort 1914 war Graudenz. Das Bataillon rekrutierte sich überwiegend in Masuren.

### 2. Rheinisches Pionier-Bataillon Nr. 27
Das 2. Rheinische Pionier-Bataillon Nr. 27 war der 3. Pionier-Inspektion unterstellt und dem XXI. Armeekorps zugeordnet. Friedensstandort 1914 war Straßburg im Elsass bzw. Trier. Das Bataillon rekrutierte sich überwiegend in der preußischen Rheinprovinz.

### 2. Brandenburgisches Pionier-Bataillon Nr. 28
Das 2. Brandenburgische Pionier-Bataillon Nr. 28 wurde 1913 errichtet, war der 1. Pionier-Inspektion unterstellt und dem III. Armeekorps zugeordnet. Friedensstandort 1914 war Cüstrin. Das Bataillon rekrutierte sich überwiegend in der Mark Brandenburg. Mit der Mobilmachung zu Beginn des Ersten Weltkriegs stellte das Bataillon zwei Feld-Bataillone zu je drei Kompanien und einen Scheinwerferzug auf. Das 2. Feld-Bataillon wurde Teil des Pionier-Regiments Nr. 31. Das III. Armeekorps mit dem Pionier-Bataillon Nr. 28 wurde zunächst mit der 1. Armee auf den Vormarsch durch Belgien gesetzt. Am 20. und 21. August 1914 waren Teile des Bataillons zusammen mit dem Garde-Reserve-Schützen-Bataillon maßgeblich für die blutigen Aktionen gegen die Zivilbevölkerung in der belgischen Stadt Andenne verantwortlich, denen über 250 Menschen zum Opfer fielen. Die Übergriffe wurden 1920 bei den Leipziger Prozessen behandelt, bei denen verschiedene Pioniere als Zeugen zu den Geschehnissen aussagten; von einer Strafverfolgung der beteiligten Offiziere sah das Reichsgericht aber ab.

### Posensches Pionier-Bataillon Nr. 29

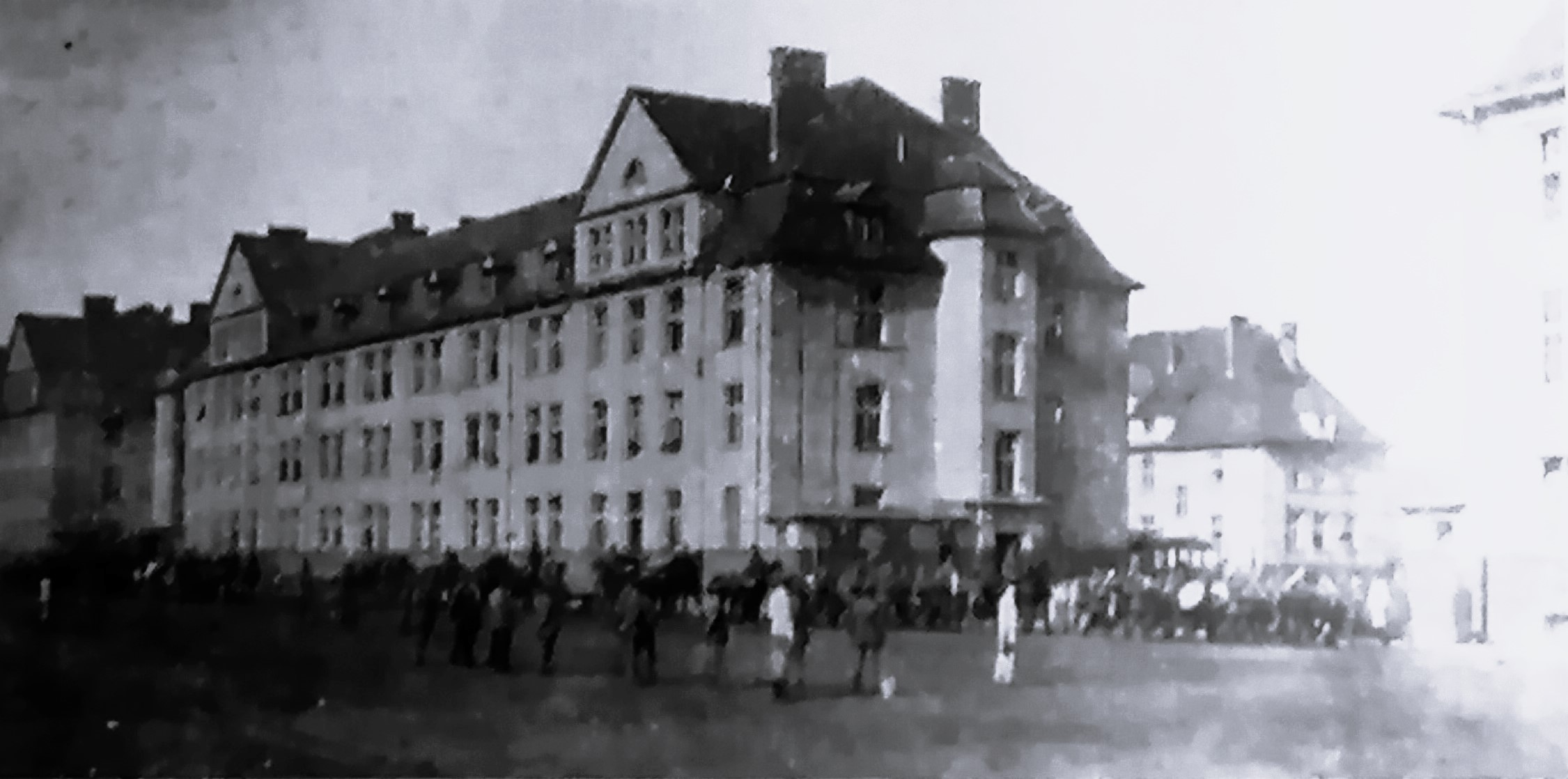
Die erst im Krieg fertiggestellten Kaserne

Das Posensche Pionier-Bataillon Nr. 29 wurde 1913 errichtet, war der 4. Pionier-Inspektion unterstellt und dem V. Armeekorps zugeordnet. Errichtungsjahr war 1913; Friedensstandort war Posen in der gleichnamigen preußischen Provinz. Die ursprünglich für den 1. Oktober 1914 geplante Wandelung des Bataillons in das Posensche Pionier-Regiment Nr. 29 wurde im Rahmen der Mobilmachung zum Ersten Weltkrieg vorgezogen und das II. Bataillon aus dem Ersatz-Pionier-Bataillon formiert. Am 24. Januar 1917 wurde das Regiment wieder aufgelöst. Das I. Bataillon blieb als solches erhalten und das II. Bataillon erhielt die Nummer 124.

### 3. Rheinisches Pionier-Bataillon Nr. 30
Das 3. Rheinische Pionier-Bataillon Nr. 30 wurde 1913 als Festungs-Pionier-Bataillon in Koblenz aufgestellt und war gemeinsam mit dem 1. Rheinischen Pionier-Bataillon Nr. 8 der 2. Pionier-Inspektion bzw. dem Kommando der Pioniere beim VIII. Armeekorps unterstellt. Es war gänzlich im Fort Asterstein untergebracht. Nach der Mobilmachung 1914 wurde das Bataillon zu einem Pionier-Regiment erweitert.

## Nichtpreußische Pionierbataillone

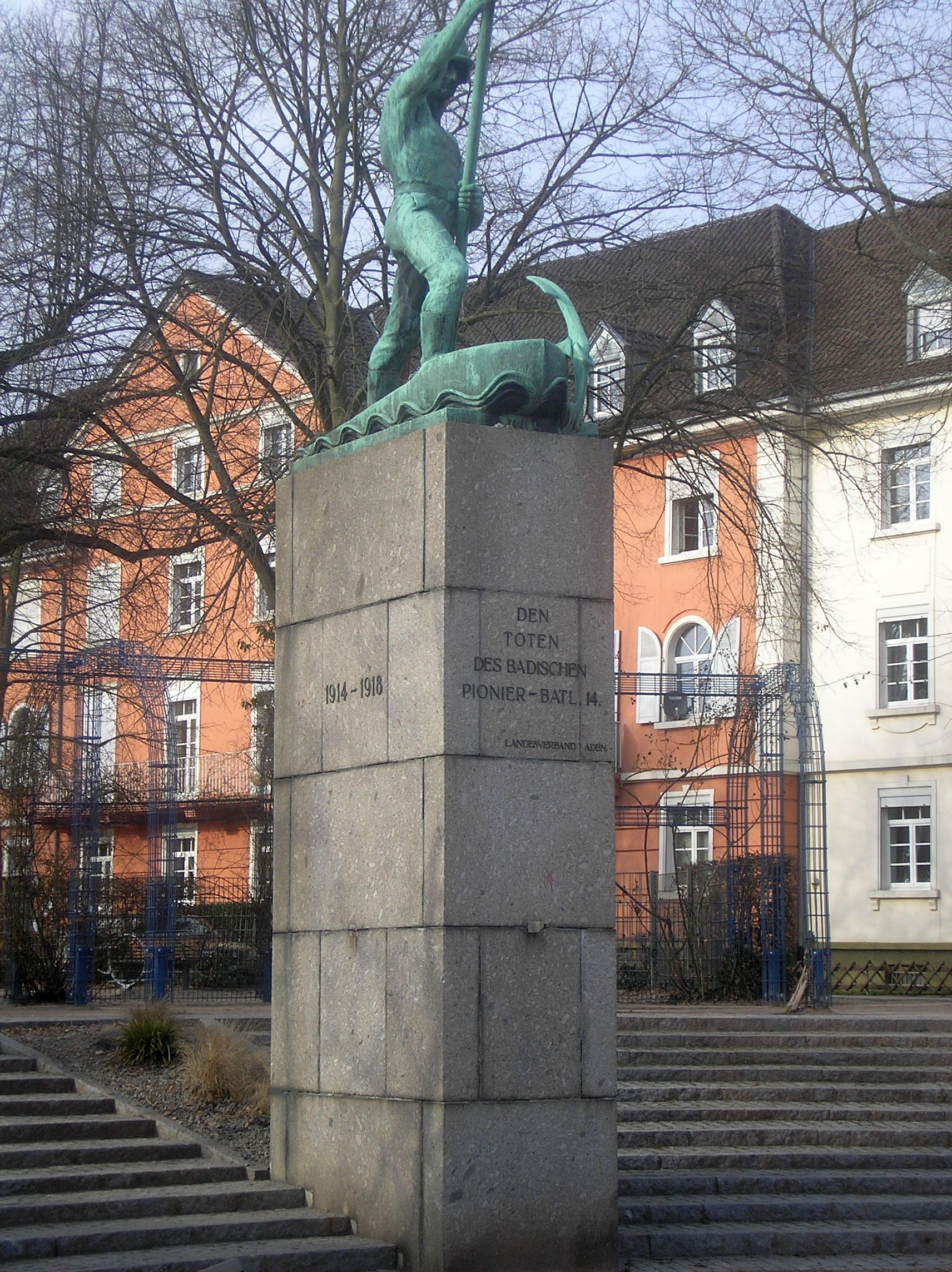
Denkmal im Kehler Rosengarten

### 1. Königlich Sächsisches Pionier-Bataillon Nr. 12
Das 1. Königlich Sächsische Pionier-Bataillon Nr. 12 wurde 1698 errichtet und war ein Truppenteil der sächsischen Armee. Es war dem XII. Armeekorps zugeordnet. Friedensstandort war Pirna.

### 2. Königlich Sächsisches Pionier-Bataillon Nr. 22
Das 2. Königlich Sächsische Pionier-Bataillon Nr. 22 wurde 1698 errichtet und war ein Truppenteil des sächsischen Armee. Es war dem XII. Armeekorps zugeordnet. Friedensstandort war Pirna.

### Königlich Bayerisches 1. Pionier-Bataillon
Das Königlich Bayerische 1. Pionier-Bataillon wurde 1872 als Truppenteil des bayerischen Armee errichtet. Es war dem I. Kgl. Bayer. Armeekorps unterstellt. Friedensstandort war München.

### Königlich Bayerisches 2. Pionier-Bataillon
Das Königlich Bayerische 2. Pionier-Bataillon wurde 1872 als Truppenteil des bayerischen Armee errichtet. Es war dem II. Kgl. Bayer. Armeekorps unterstellt. Friedensstandort war Speyer.

### Königlich Bayerisches 3. Pionier-Bataillon
Das Königlich Bayerische 3. Pionier-Bataillon wurde 1872 als Truppenteil des bayerischen Armee errichtet. Es war dem II. Kgl. Bayer. Armeekorps unterstellt. Friedensstandort war München.

### Königlich Bayerisches 4. Pionier-Bataillon
Das Königlich Bayerische 4. Pionier-Bataillon wurde 1912 als Truppenteil des bayerischen Armee errichtet. Es war dem III. Kgl. Bayer. Armeekorps unterstellt. Friedensstandort war Ingolstadt.